# Музей истории Киева
Музей истории Киева — музейно-выставочный комплекс, который состоит из постоянной исторической экспозиции и выставочного центра. Представляет выставки современного искусства, наряду с познавательными, историческими и социальными проектами.

## История

### Советский период
Создан по постановлению Совета Министров УССР от 14 ноября 1978 года. Открыт в первом квартале 1979 года в «Доме Петра І» на Подоле (ул. Костянтиновская, 6/8). Музейное собрание на то время состояло с археологических материалов, переданных Институтом археологии Академии Наук УРСР, этнографической и нумизматической коллекций, коллекций икон, почтовых открыток, подарков от производств, учреждений и жителей Киева. За краткий срок фонды музея увеличились до 36 тысяч единиц. Из-за брака выставочной площади экспонироваться могли только 5-6 % экспонатов, поэтому музей было перемещено в Кловский дворец (памятка архитектуры национального значения XVIII столетия по ул. Филлипа Орлика, 8) и открыто 26 мая 1982 года в дни празднования 1500-летнего юбилея города.
Первую экспозицию открыли 26 мая 1982 года (к 1500-летию Киева). На то время в фондах музея находилось 36 тыс. оригиналов (экспонировалось 5—6 %). Сейчас в фондах музея — 250 тыс. экспонатов.
Музейное собрание состояло из археологических материалов, найденных на территории города, этнографической и нумизматической коллекций, коллекции икон, почтовых открыток, бытовых вещей киевлян разных времён, а также тематических комплексов XX в.

### Независимая Украина
В Кловском дворце Музей размещался более двадцати лет и имел 18 экспозиционных и актовый залы, административные помещения и фондохранилища. За это время Музей получил славу одного из самых лучших культурно-просветительских заведений столицы Украины и стал визитной карточкой древнего Киева. Однако, по распоряжению Кабинета Министров Украины, здание Кловского дворца было передано Верховному Суду Украины. С 10 марта 2004 года Музей был закрыт для посещений и «перенесен» на 4 и 5 этажи в Дворец искусств «Украинский дом» по ул. Крещатик, 2.
6 июня 2012 года под давлением общественности в пользование «Музея истории города Киева» было передано здание торгово-офисного центра возле станции метро «Театральная» по ул. Богдана Хмельницкого, 7, где с 22 августа 2012 г. Музей истории города Киева возобновил экспозиционно-выставочную деятельность, и сегодня функционирует как музейно-выставочный центр «Музей истории города Киева».
В августе 2011 года руководство КГГА огласило планы по размещению Музея истории Киева в скандально известном здании торгово-офисного центра, которое возводилось с 2006 года по адресу ул. Б. Хмельницкого, 7.
27 мая 2012 года состоялось торжественное открытие и передача руководству музея символического ключа от нового четырёхэтажного здания по ул. Богдана Хмельницкого, 7. Представители Главного управления культуры обещали, что совместно с музейщиками откроют экспозицию музея ко Дню Независимости Украины.
В ночь с 18-го на 19 февраля 2014 г., во время беспорядков в Киеве, неизвестные разграбили и разгромили фонды музея.

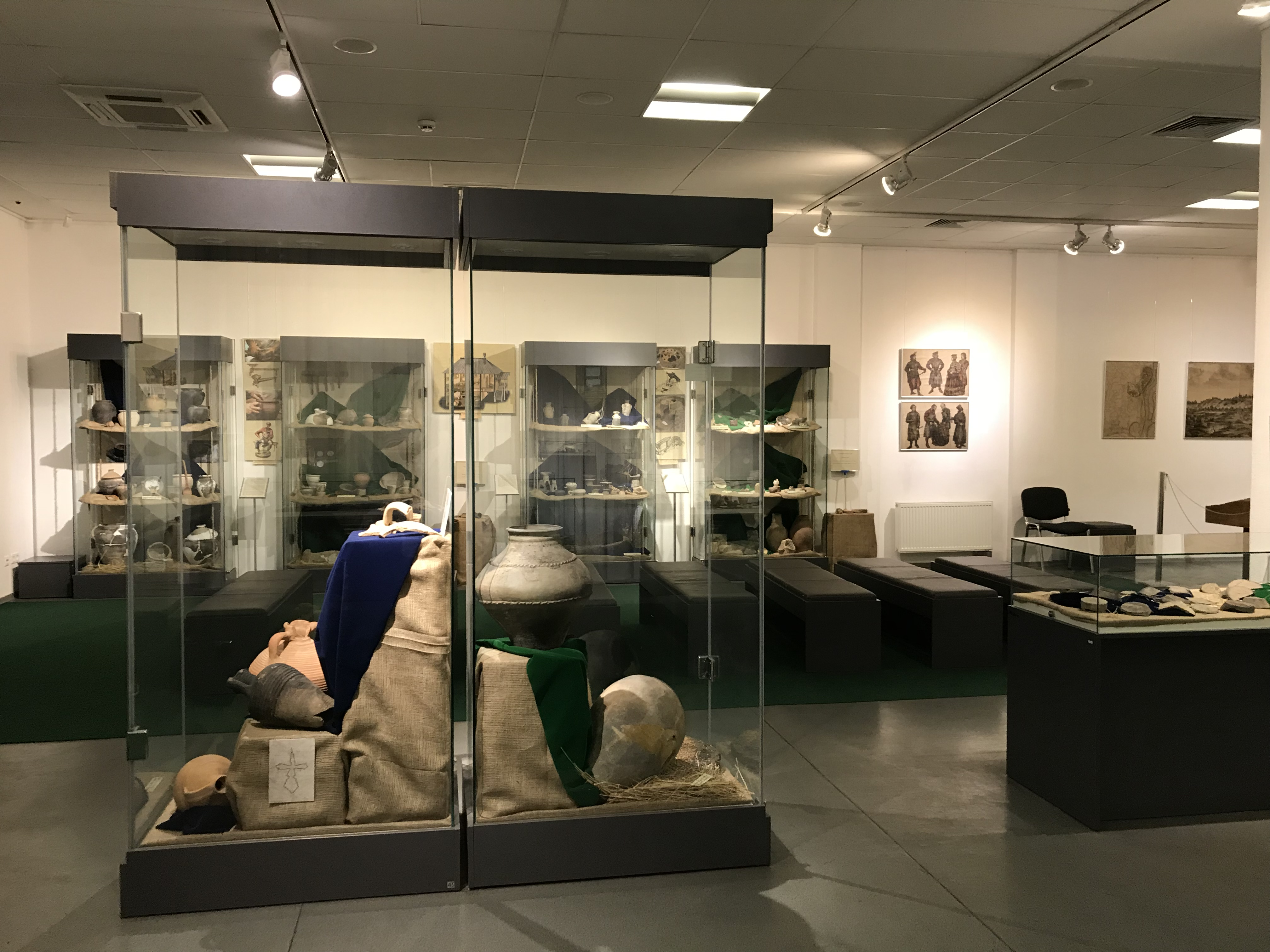
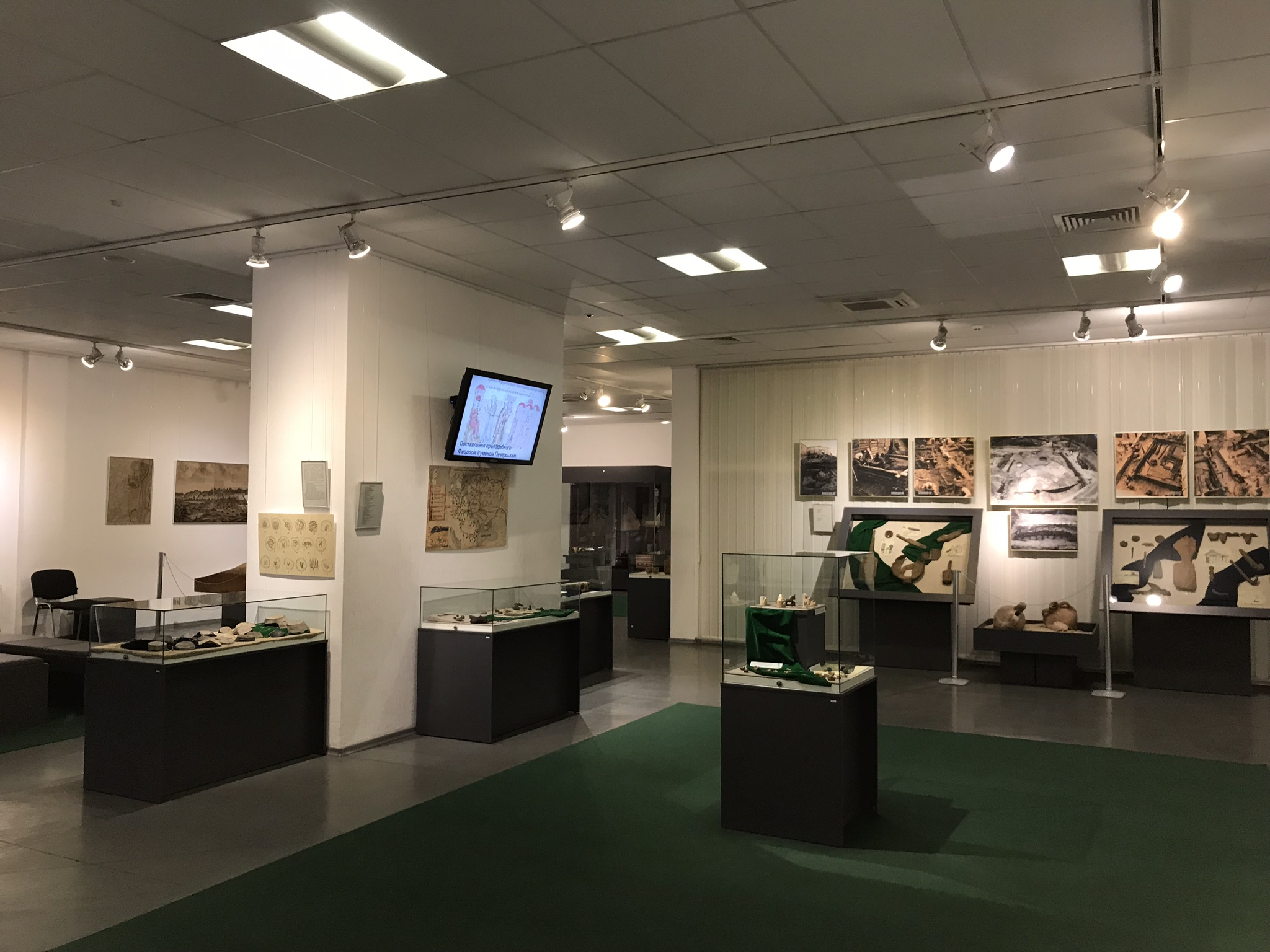
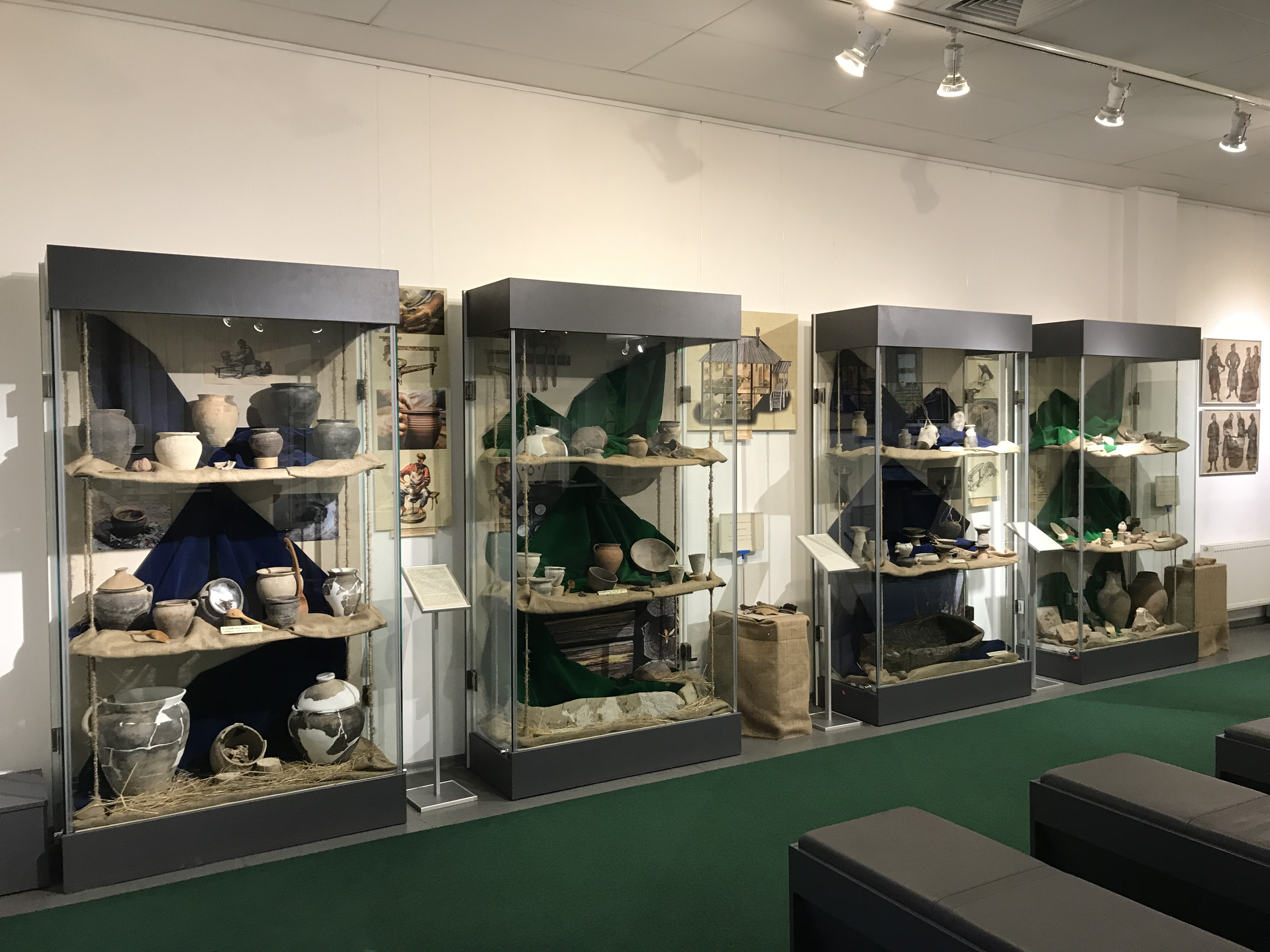

## Коллекция музея
В январе 2018 года музейное собрание «Музея истории города Киева» насчитывало больше 280 тысяч музейных предметов основного и почти 31500 научного фондов, и состоит из археологической, нумизматической, этнографической коллекций, а также с тематических комплексов современного периода. Это и киевские памятники позднепалеотического периода (Кирилловская стоянка), и археологические находки каменного века, века бронзы (Трипольская культура), найдены украинскими учеными во время археологических раскопок, совершенных на территории Киева; редкостные каменные византийские иконы и уникальная фресковая живопись с раскопок замка древнего Киева; реликвии киевского самоуправления, в частности, печатки киевских ремесленных цехов. Украшением собрания является коллекция старопечатных книг XVI—XVII ст., коллекции фаянса и фарфора Киево-Межигорской фабрики и фабрики Миклашевского, оригинальные комплексы-интерьеры: дворянская гостиная начала XIX ст., музыкальная гостиная с коллекцией музыкальных инструментов конца XVIII — начала XIX века, ремесленническая горница, шведская мастерская, фотоателье начала XX века. Огромнейшим достижением научных сотрудников Музея есть собрание комплексов материалов Михаила Грушевского, Павла Скоропадского, больших ученых, авиаконструкторов, писателей: Игоря Сикорского, Олега Антонова, Евгения и Бориса Патонов, Михаила Булгакова, — имена которых известны не только в Украине, но и далеко за её границами. Украшением музейного собрания является и коллекция живописи: произведения первого народного художника Украины Григория Светлицкого, живописные работы известных украинских художников Сергея Шишка, Александра Хворостенко-Хвостова, Татьяны Яблонской и многих других.
На сегодняшний день коллекция музея хранится на 4-м и 5-м этажах Украинского дома.

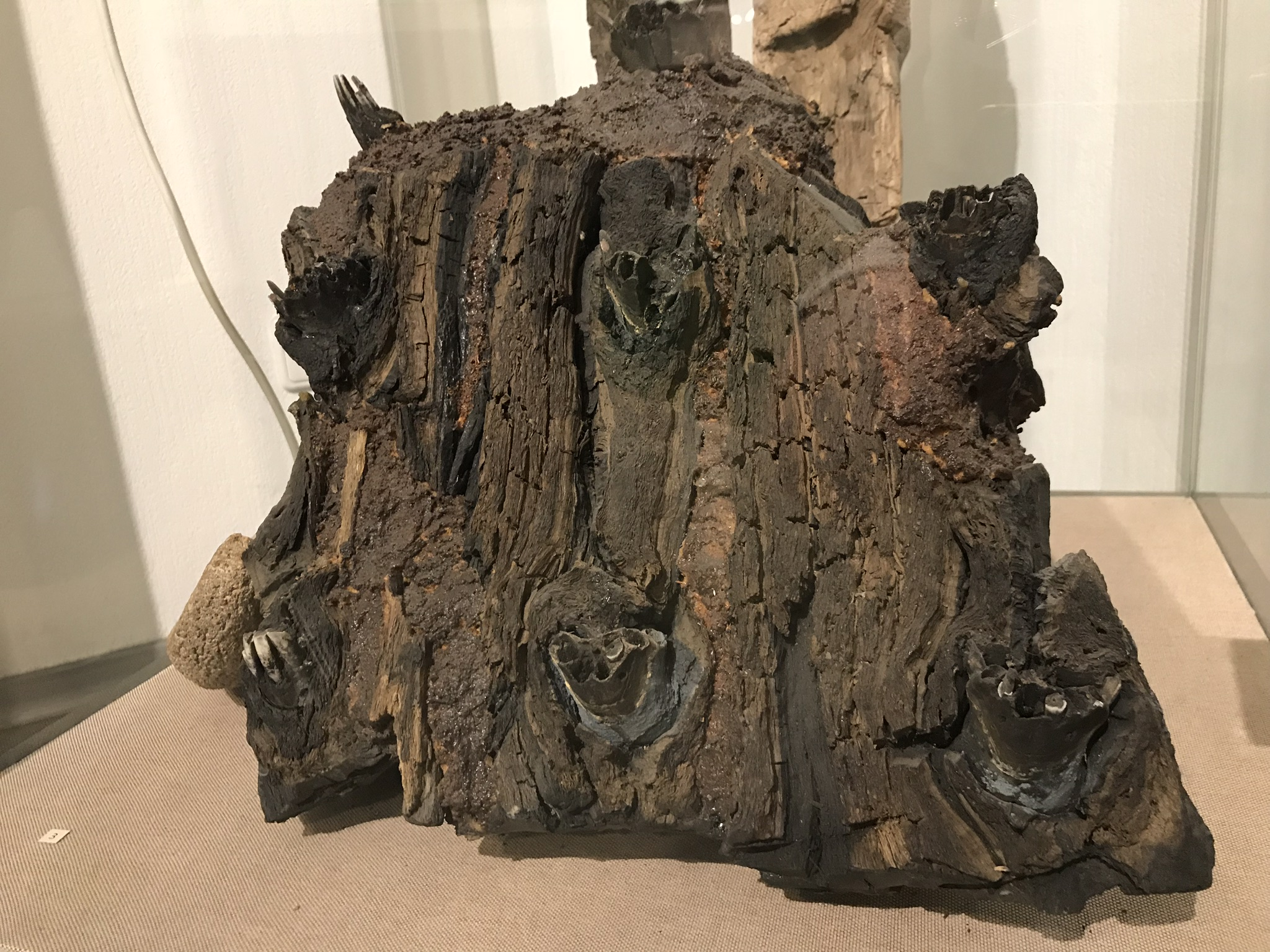
Дуб Перуна. Язычество IX–X вв.
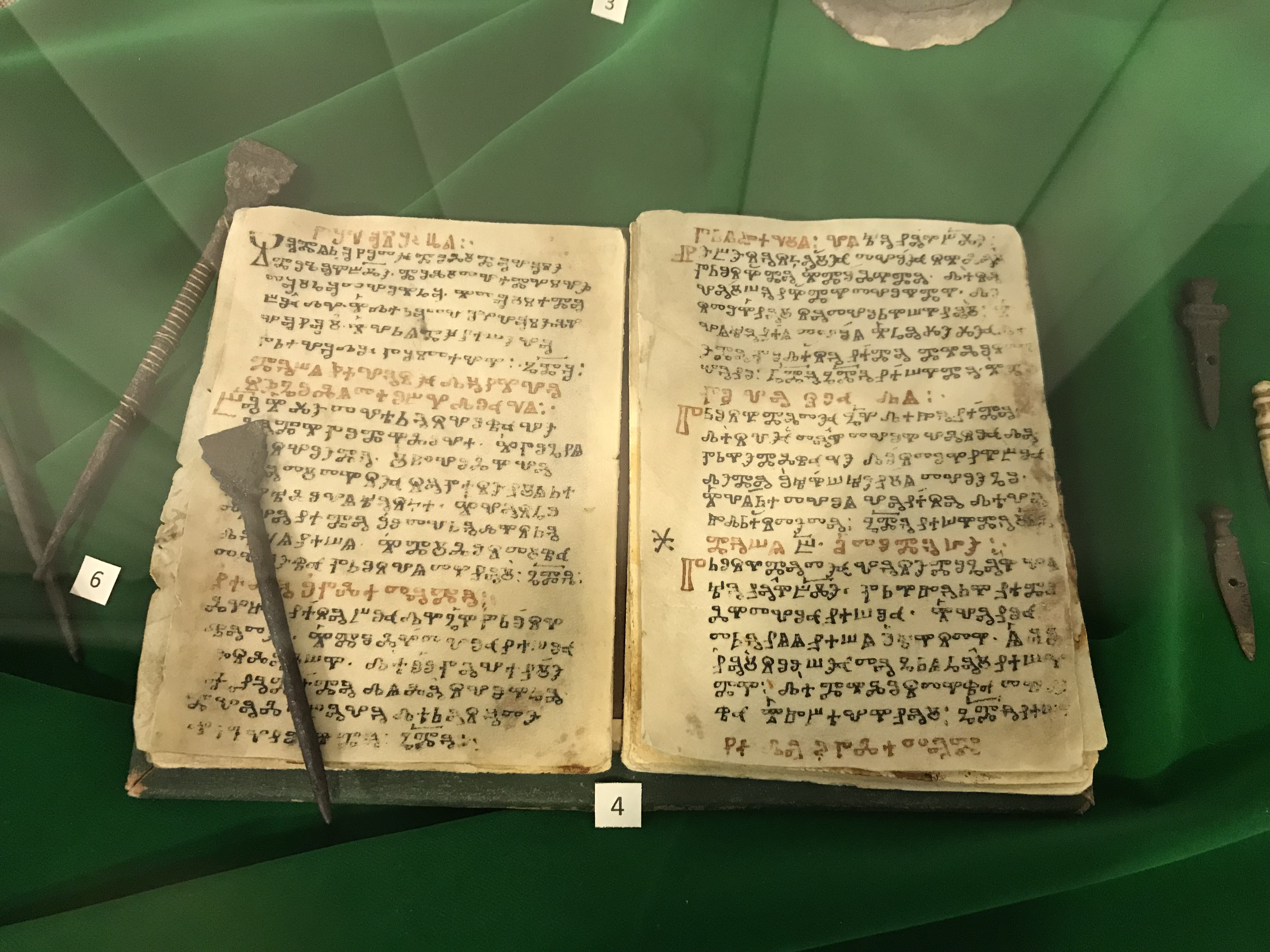
«Киевские глаголические листки» (копия) и писа́ла
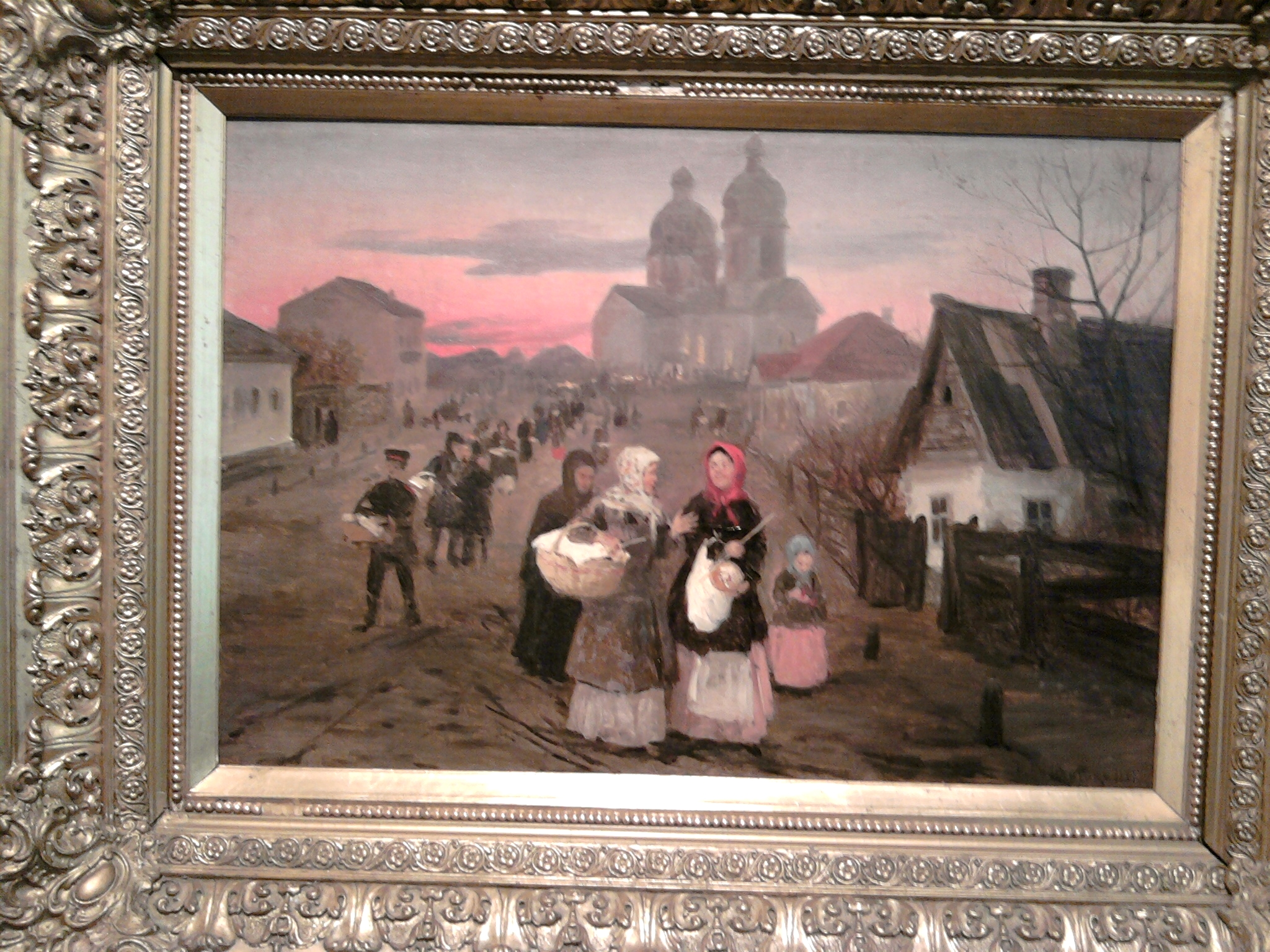
Картина
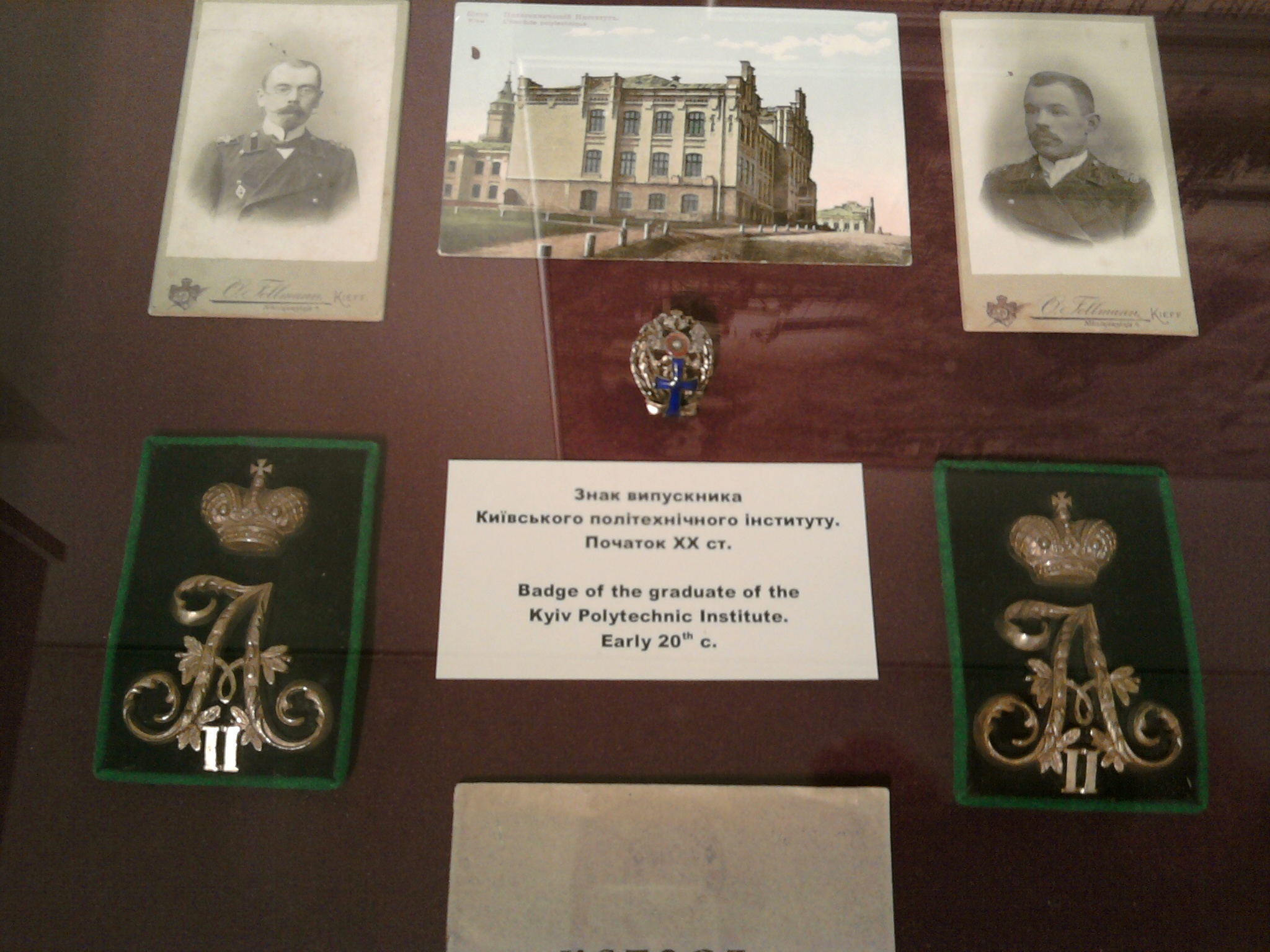
Знак выпускника КПИ
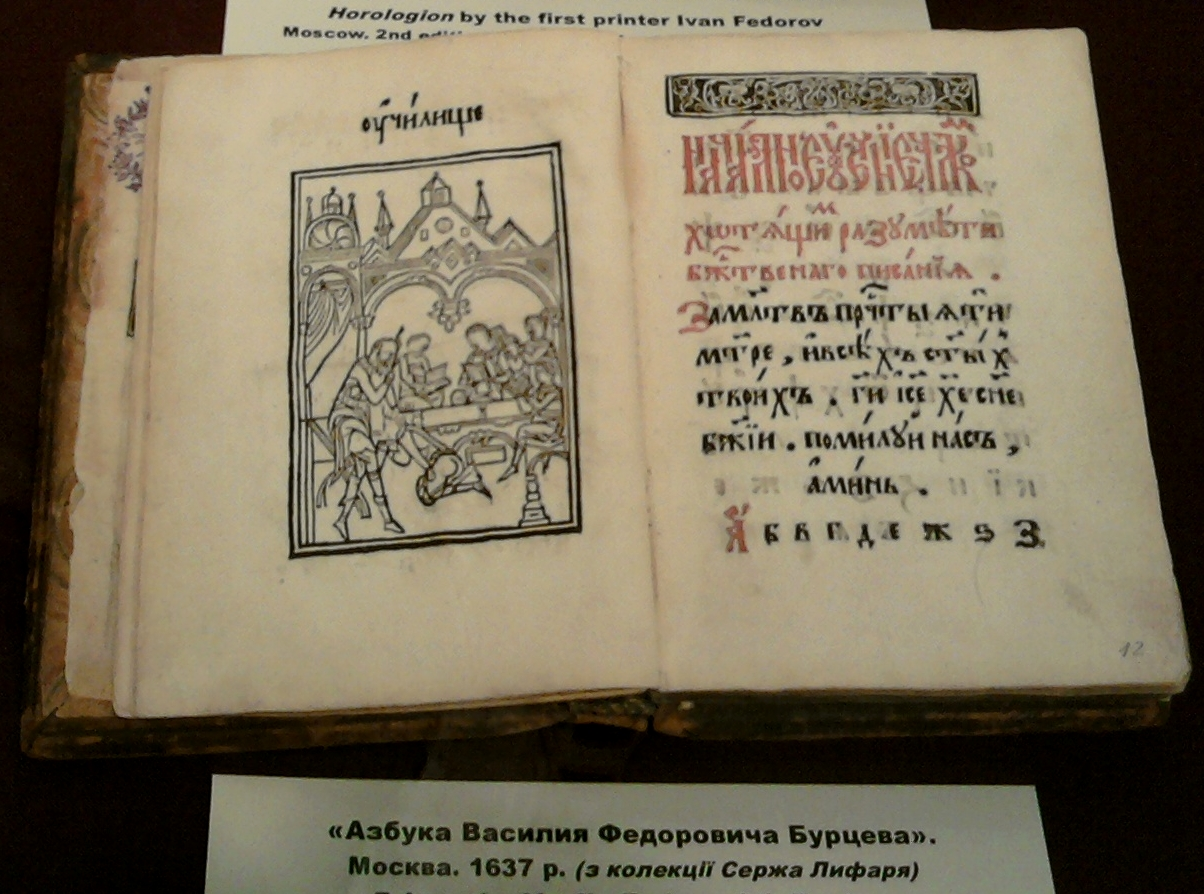
Азбука, XVII век
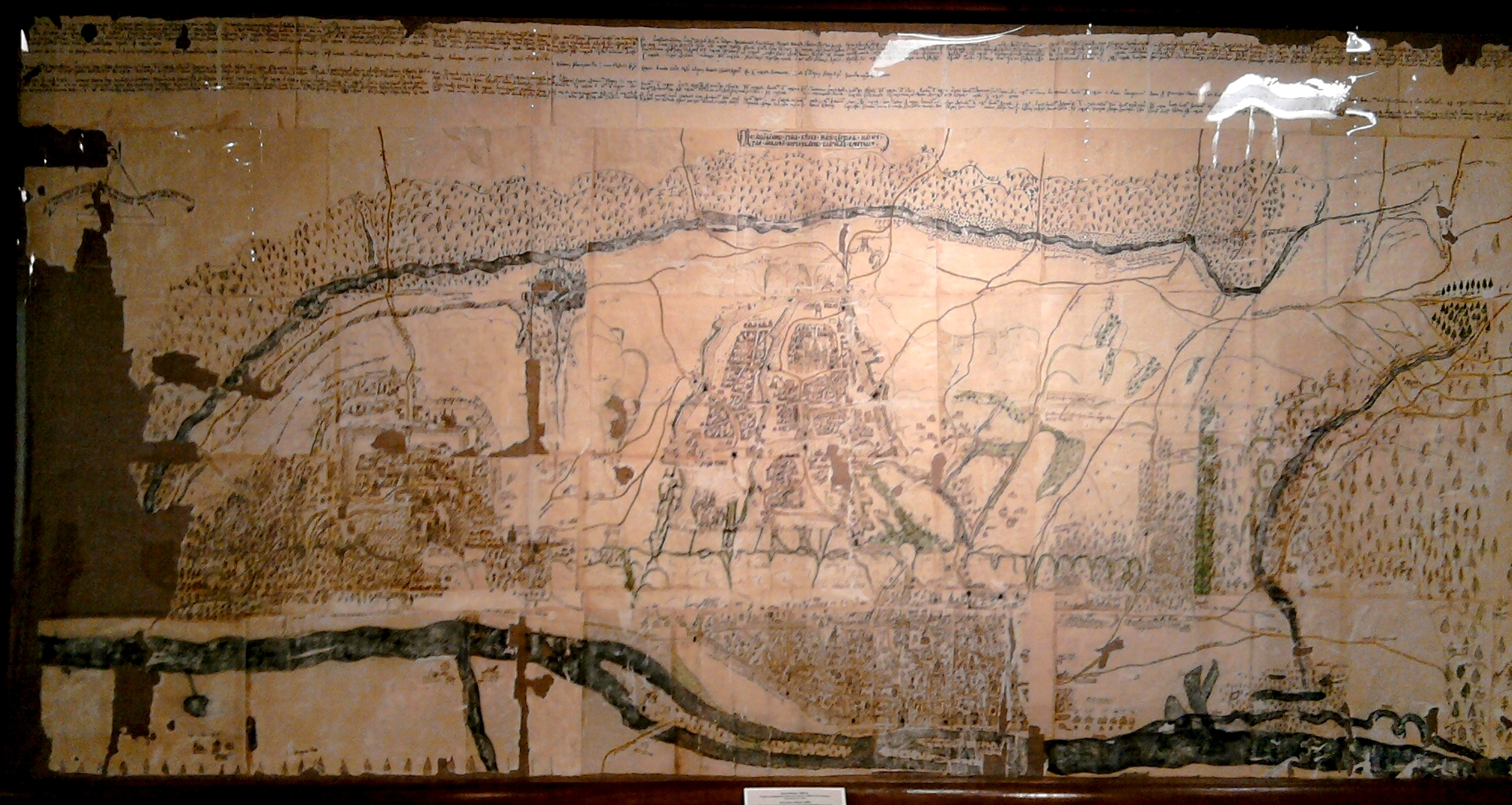
Карта Киева, XVII век
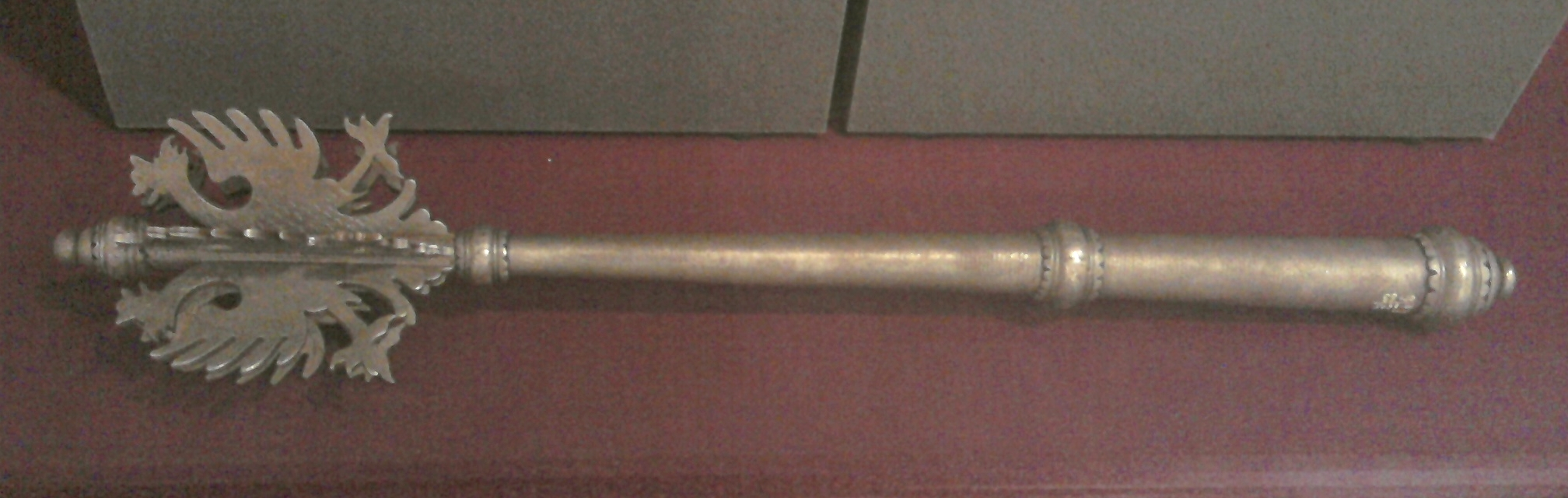
Булава, XVII век
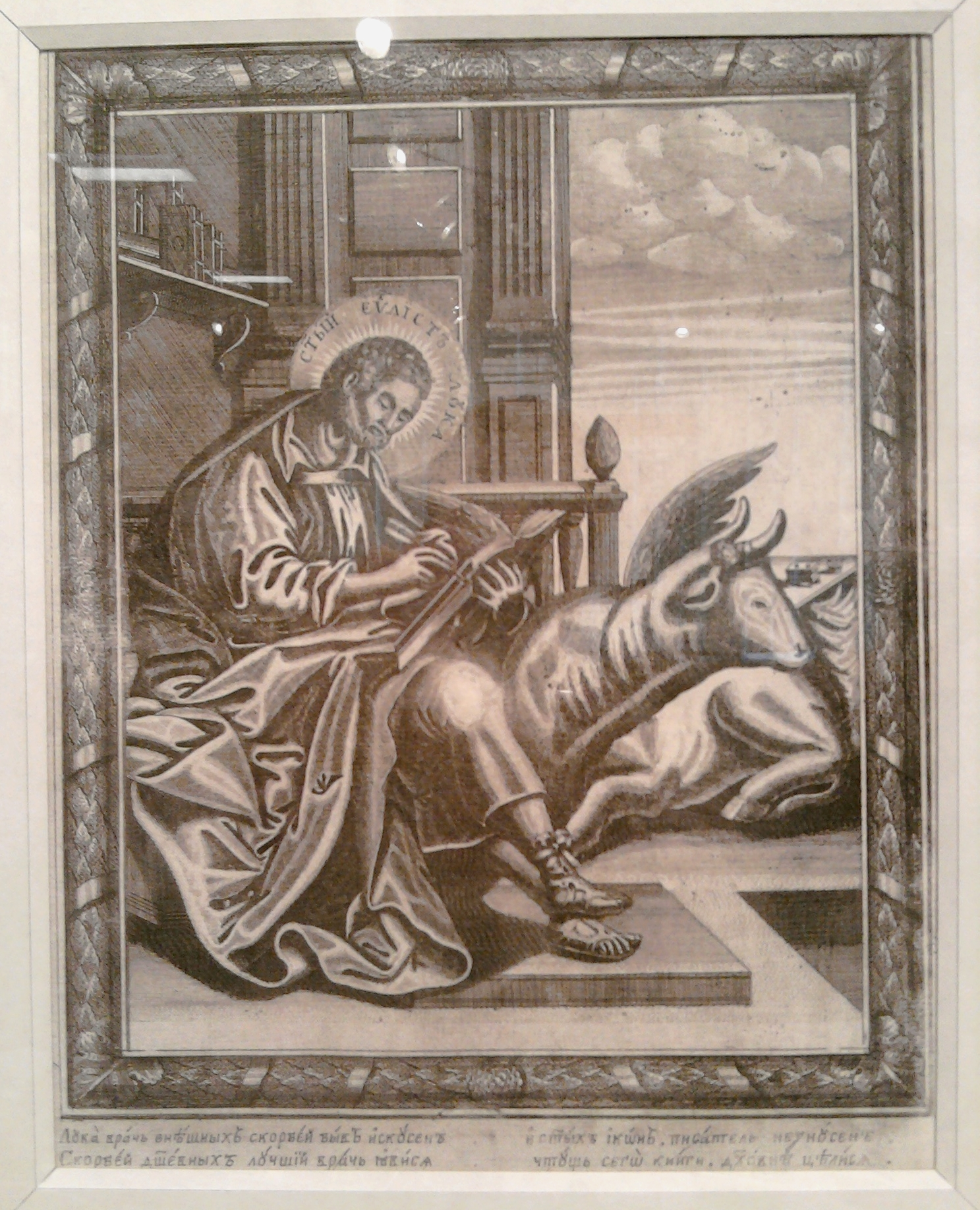
Графика

## Структура музея
На данный момент «Музей истории города Киева» функционирует в двух зданиях:
1. Музейно-выставочный центр «Музей истории города Киева» (ул. Богдана Хмельницкого, 7). Используется для постоянной и временной экспозиций, администрации «Музея истории города Киева» и его филий.

1. Украинский дом (ул. Крещатик, 2). Четвёртый и пятый этажи используются для фондовых хранилищ, сотрудников отдела фондов, научных отделов музея и хозяйственной службы.

А также ещё в шести филиалах:
1. «Литературно-мемориальный музей Михаила Булгакова»
2. «Киевский музей Александра Пушкина»
3. «Музей Шолом-Алейхема»
4. «Музей украинской диаспоры»
5. «Музей оккупации Киева»
6. «Музей шестидесятничества»

### Выставочный центр
Музей насчитывает четыре выставочных зала, а также конференц-зал, где регулярно репрезентируются экспозиции художников, происходят культурные мероприятия, выставки, аукционы, концерты, лекции, семинары. В частности, тут происходили выставки Анатолия Криволапа, Ивана Марчука, Виктора Зарецкого, Юрия Нагулко, международный проект «Украинский круг: к столетию вызволительных соревнований (1917—1921 гг.)», выставки исторических реликвий «Щоб зберегти на всі віки скарби козацької доби!», «Жемчужины киевского фарфора», а также фестиваль «Скандинавская ночь».

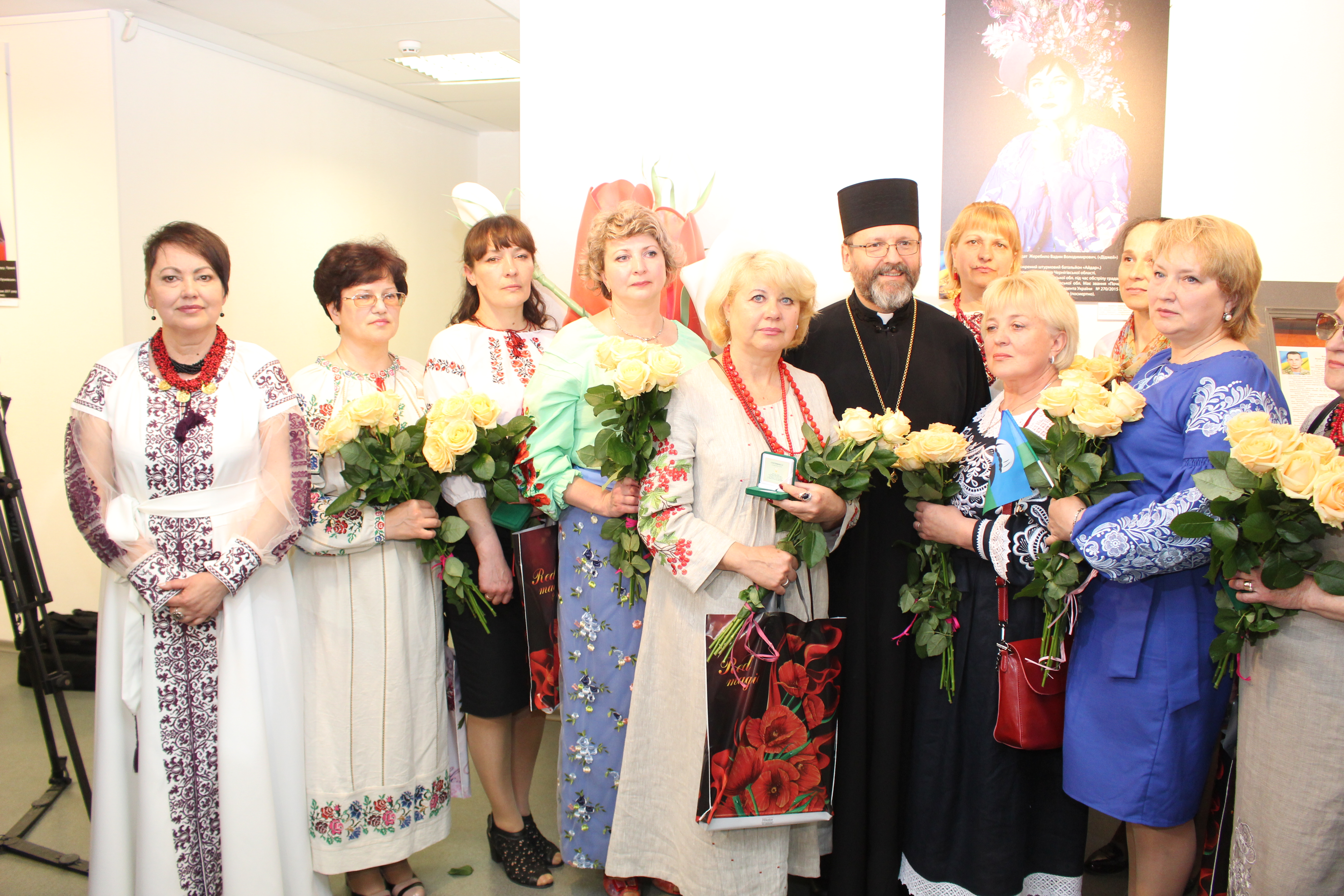
Открытие выставки "Сильные духом. Мамы", посвященной почтению памяти Героев, что погибли на Востоке Украины
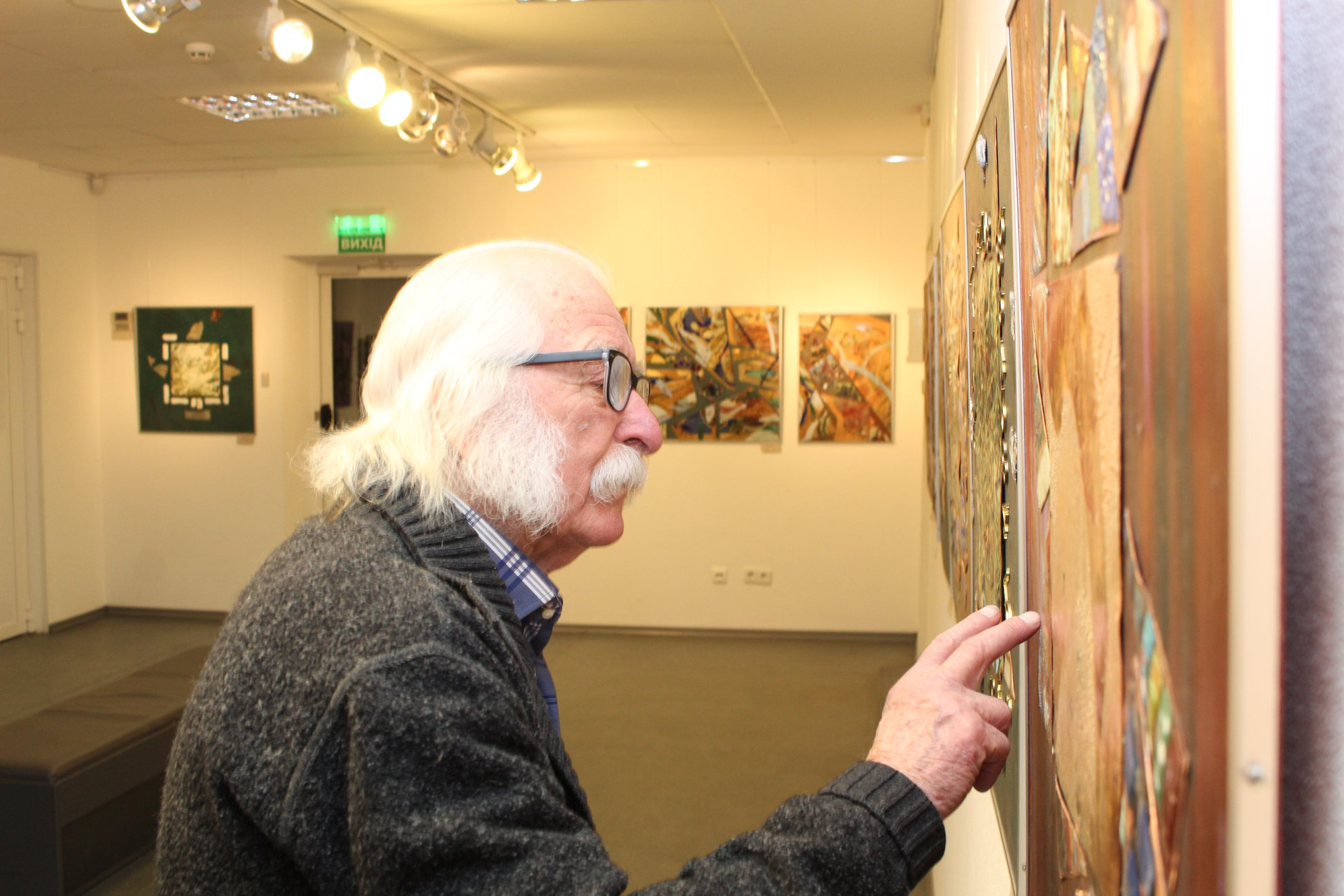
Иван Марчук на открытии выставки эмалей Александра Бородая
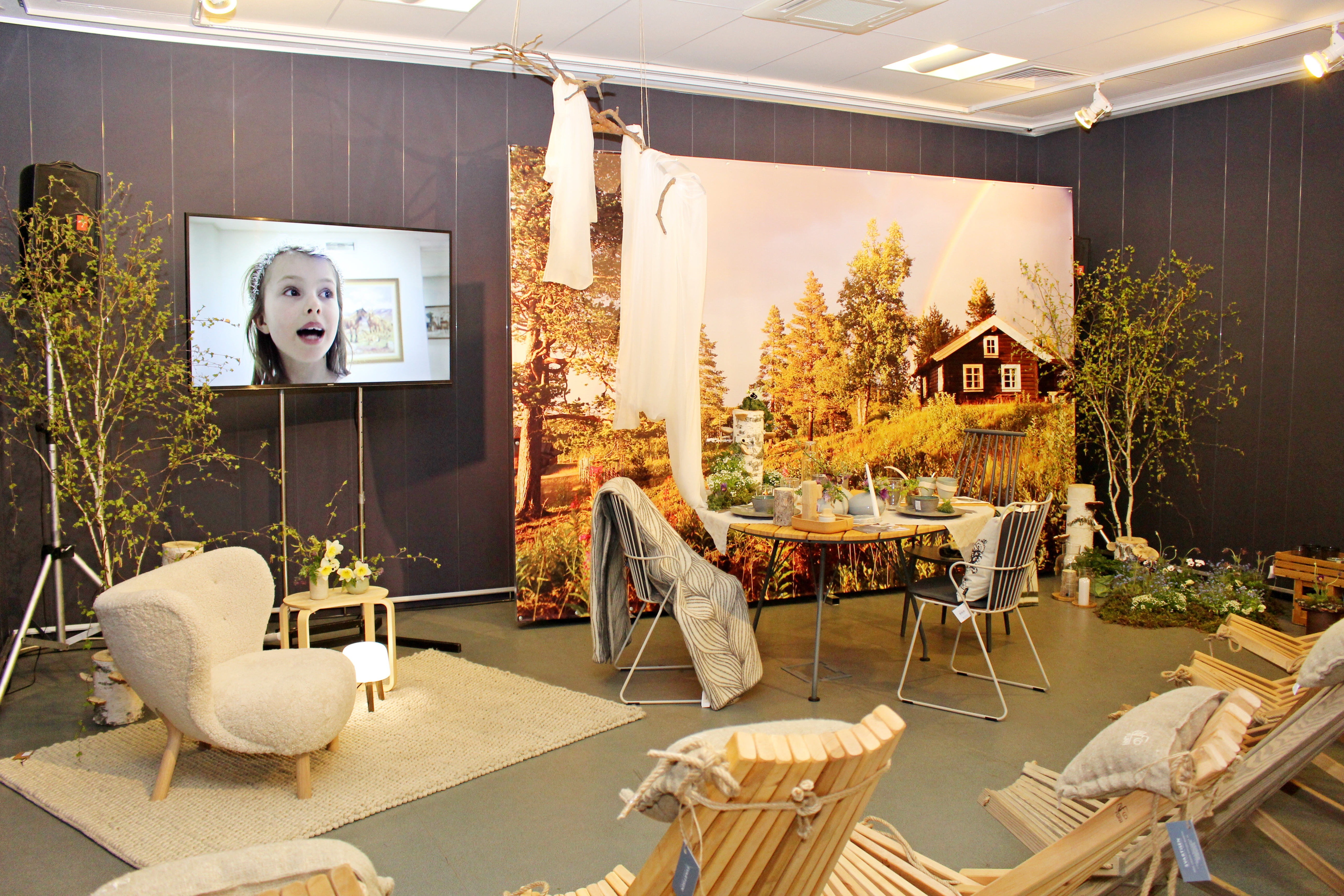
Фестиваль "Скандинавская ночь"